# Halina Kowalska-Ryppowa
Halina Kowalska-Ryppowa (ur. 1 czerwca 1899 w Fidorze koło Końskich, zm. 19 marca 1927), przyrodniczka polska, algolog.

## Życiorys
Po ukończeniu szkoły średniej w Sosnowcu podjęła studia przyrodnicze na Wolnej Wszechnicy Polskiej w Warszawie. Była demonstratorką w katedrze botaniki tej uczelni. Potem związała się zawodowo z Zakładem Systematyki i Geografii Roślin Uniwersytetu Warszawskiego, kierowanym przez Bolesława Hryniewieckiego. Pod kierunkiem Stanisława Wisłoucha wyspecjalizowała się w dziedzinie algologii. Ogłosiła pracę Merismopedia (Pseudoholopedia) gigas nov. subgen. nov. sp. ("Acta Societatis Botanicorum Poloniae", 1925). Rezultaty kolejnych badań Kowalskiej-Ryppowej – opracowanie flory glonów jeziorek torfowcowych okolic jeziora Wigry – ze względu na nagły zgon uczonej (19 marca 1927) ukazały się pośmiertnie ("Archiwum Hydrobiologii i Rybactwa", 1927).